# Korbielów
Korbielów est un village ainsi qu'une petite station de ski, situés dans la Voïvodie de Silésie, dans le sud de la Pologne.
Le domaine skiable a été développé sur les pentes du mont Pilsko (en), qui culmine à 1 557 mètres d'altitude.